# 메리 엘렌 케이

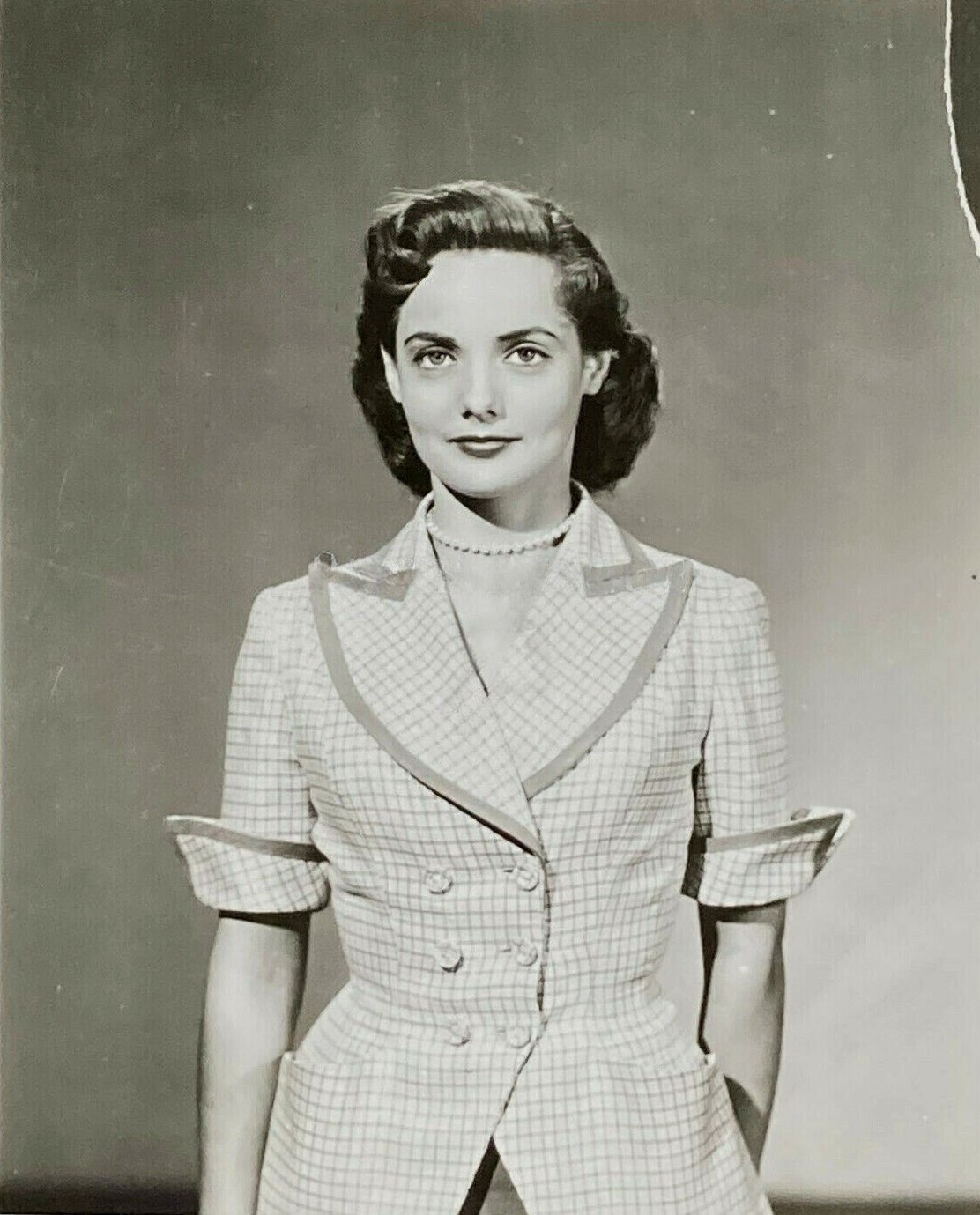

메리 엘렌 케이(Mary Ellen Keaggy, 1929년 8월 29일 ~ )는 미국의 배우, 영화배우이다.

## 영화
- 부두 우먼 (1957년)
- 프란시스 인 더 헌티드 하우스 (1956년)
- 웰 (1951년)
- 타잔과 노예 소녀  (1950년)
- 론 레인저 - 49년 시리즈 (1949년)